# Arthur Leist
Arthur Leist (ur. 8 lipca 1852 we Wrocławiu, zm. 22 marca 1927 w Tbilisi) – niemiecki pisarz, dziennikarz i tłumacz literatury gruzińskiej i ormiańskiej.

## Życiorys
Ojciec Arthura, Adolf Matias Leist urodził się w Baja na Węgrzech. Nie wiemy kiedy przyjechał do Wrocławia, ale według odnalezionych dokumentów od 1838 roku pracował w instytucie Głuchoniemych (Taubstummen Institut). W 1850 roku ożenił się z Amalią Langenberg. Mieli trzech synów: Adolfa, Artura i Konstantego. Ojciec Arthura zmarł w 1869 roku, co zmusiło syna do szukania źródeł utrzymania. W 1876 roku wyjechał do Krakowa, gdzie jak wspomina w Tagebuch eines Wanderers doskonalił swoją znajomość języka polskiego. Podróżował też po Galicji, a potem mieszkał w Warszawie. Tam czytając korespondencje z frontu wojny rosyjsko-tureckiej autorstwa Niko Nikoladze zainteresował się Gruzją. Pracując jako nauczyciel domowy na Wołyniu nawiązał kontakty z Gruzinami i zaczął uczyć się ich języka. Po raz pierwszy wyjechał do Gruzji w połowie lat 80. XIX wieku. Decyzję o stałym pobycie w Tbilisi podjął dopiero pod koniec XIX wieku. W 1900 roku ożenił się z Marią Bautlinger, córką zamożnego Niemca, która podczas pobytu Arthura w Tbilisi pełniła funkcje jego gospodyni. Pisał o historii, etnografii i kulturze Gruzji, literaturze gruzińskiej i ormiańskiej. W 1887 roku opracował pierwszą antologię poezji gruzińskiej w języku niemieckim, a w 1889 tłumaczenie na niemiecki średniowiecznego poematu gruzińskiego Rycerz w tygrysiej skórze. W latach 1906–1922 był redaktorem pierwszej niemieckojęzycznej gazety na Kaukazie Kaukasische Post oraz założycielem stowarzyszenia Deutscher Verein in Tyflis. Zmarł w Tbilisi i został pochowany w Panteonie Didube.

## Twórczość
Używając pseudonimu Artur Lubrański pisał artykuły do: Kuriera Codziennego, Atheneum, Gazety Polskiej i Wędrowca. W Kurierze pisał w latach 1880 i 1882 o podróżach po Ukrainie, a w Ateneum i Wędrowcu o literaturze gruzińskiej i ormiańskiej. W Wędrowcu publikował też w latach 80. XIX wieku artykuły o swoich podróżach do Gruzji. W 1900 roku napisał do Wielkiej encyklopedii powszechnej i ilustrowanej hasło Gruzja i Literatura gruzińska oraz hasło Gruzja do wydanej w tym samym roku Encyklopedii Powszechnej S. Orgelbranda.
- Georgien; Natur, Sitten Und Bewohner Lipsk 1885[6]
- Szkice z Gruzji Warszawa 1885[7]
- Litterarische Skizzen Lipsk 1886
- Drei Erzählungen von Raphael Patkanian Lipsk 1886
- Georgische Dichter Lipsk 1887[8]
- Armenische Dichter Drezdno 1898
- Schota Rustaweli: Der Mann Im Tigerfelle (tłumaczenie) Drezno 1898
- Das georgische Volk Drezno 1903[9]
- Tagebuch eines Wanderers 1909[10]
- Kacheti Tyfilis 1927
- Sakartvelos guli Tbilisi 1963[11]